# Famitsu
Famitsu, раніше Famicom Tsūshin — серія японських відеоігрових журналів, котрі видає Kadokawa Game Linkage (раніше знана як Gzbrain), дочірня компанія Kadokawa. Famitsu видається як у щотижневому, так і в щомісячному форматах, а також у вигляді спеціальних тематичних видань, присвячених лише одній одній темі: певній консолі, відеоігровій компанії, тощо. Shūkan Famitsū, оригінальне видання Famitsu, вважається найбільш читаним та найшанованішим новинним відеоігровим журналом в Японії.  З 28 жовтня 2011 року компанія почала щотижня випускати цифрову версію журналу виключно на BookWalker.
Назва Famitsū — це телескопія від Famicom Tsūshin; саме слово «Famicom» є словозлиттям від «Family Computer» (японська назва Nintendo Entertainment System) - домінуючої відеоігрової консолі в Японії під час 1980-х.

## Історія
Login (яп. ロ グ ン) — журнал комп’ютерних ігор, заснований в 1982 році як додатковий номер  ASCII, а згодом він став періодикою. Famicom Tsūshin — це колонка в жуналі Login, орієнтована на платформу Famicom і друкувалась з березня 1985 року по грудень 1986 року. Вона отримала схвальну реакцію у читачів, тому видавництво вирішило заснувати окремий спеціалізований журнал.
Перший випуск Famitsū вийшов 6 червня 1986 року під назвою Famicom Tsūshin. Було продано менше 200 000 примірників, незважаючи на надруковані 700 000 примірників. Основним конкурентом був журнал Family Computer Magazine, випущений у липні 1985 року видавництвом Tokuma Shoten. Редактор Famitsū виявив, що у багатьох читачів було по декілька ігрових консолей, і читачі вважали, що було б краще, якби журнал висвітлював теми про різні платформи. Поступово збільшуючи кількість контенту та сторінок, журнал почав виходити три рази на тиждень, замість двох разів на місяць. 19 липня 1991 р. (випуск №136) журнал було перейменовано на Shūkan Famicom Tsūshin, згодом журнал почав виходити щотижня. Поряд з щотижневим журналом також виходила щомісячна версія під назвою Gekkan Famicom Tsūshin.
Побачивши приватну демонстрацію Final Fantasy VII у 1993 році Хірокадзу Хамамура, головний редактор (1992-2002 рр.) Shūkan Famicom Tsūshin, зрозумів, що наступає нова ера в ігровій індустрії. Він вважав, що ім'я Famicom Tsūshin слід переосмислити. На початку 1996 року (з випуском № 369) видання зазнали ще одну зміну назв, скоротивши їх до Shūkan Famitsū та Gekkan Famitsū. На той час назва Famitsū вже була загальновживаною.
Журнал видавався компанією ASCII з моменту його заснування до березня 2000 року, коли його було продано компанії Enterbrain, яка видавала його протягом 13 років, поки їхня материнська компанія Kadokawa не почала публікувати його з 2013 по 2017 рік. Починаючи з  2017 року дочірня компанія Kadokawa Gzbrain видає журнал, тоді як у 2019 році компанія змінила свою назву на Kadokawa Game Linkage.

## Shūkan Famitsū та Gekkan Famitsū
Спочатку Famicom Tsushin зосередився на платформі Famicom, але згодом вони почали покривати багато платформ. Famicom Tsūshin було перейменовано на Famitsū в 1995 році. Shūkan Famitsū — щотижневе видання, що зосереджується на новинах та оглядах відеоігор, і виходить щочетверга тиражем 500 000 екземплярів. «Gekkan Famitsū» виходить щомісяця.

### Necky the Fox
Журнал Famitsū додає на свої обкладинки поп-ідолів чи актрис по парним номерах, а по непарних — талісман Famitsū — Necky the Fox. В останньому виданні року та у спеціальних виданнях Necky одягнений у популярних сучасних персонажів відеоігор. Неккі (англ. Necky) - мультиплікаційний персонаж, авторства художника Сусуму Мацусіта, у вигляді костюмованої лисиці. Костюми, які носить Неккі, відображають сучасні популярні відеоігри. Ім'я Неккі було обрано згідно з опитуванням читачів, і воно походить від складного японського каламбуру: «Неккі» насправді є зворотом японського слова для лисиці, яп. キ ツ ネ, і його оригінальний зв'язок з Famicom Tsūshin  покликаний викликати гавкіт лисиці, японська ономатопея якого становить яп. コンコン. У Неккі є епізодичний виступ у Super Mario Maker.

## Спеціалізовані видання Famitsū
Famitsū видає інші журнали, присвячені певним консолям. В даний час в обігу знаходяться:
- Entamikusu (попередня назва Otonafami) видається для старшої аудиторії та охоплює ретро-ігри. Виходить щомісяця з листопада 2010 року.
- Famitsū Connect! On присвячене онлайн-іграм.
- Famitsū DS + Wii присвячене платформам Nintendo (на даний момент Nintendo 3DS та Nintendo Switch). Раніше журнал був відомий як Famitsū 64, а потім Famitsū Cube (серед інших варіантів цих двох імен), присвячений усім іграм, які коли-небудь розробляла Nintendo.
- Famitsū GREE присвячене мобільному геймінгу на GREE[en].
- Famitsū Mobage присвячене мобільному геймінгу на Mobage[en].

### Колишні видання
Спін-офи Famitsū, вилучені з обігу:
- Famitsū Bros. (попередня назва Famicom Tsūshin Kōryaku Special) видавалось для молодшої аудиторії та було зосереджено на підказках та стратегіях для відеоігор. Видання виходило щомісяця та перестало існувати у вересні 2002 року.
- Famicomi (попередня назва Famitsū Comic) - журнал коміксів та манґи, що видавався нерегулярно між 1992 та 1995 роками.
- Famitsū DC видання висвітлювало новини платформи Sega та Dreamcast. Попередні втілення цього журналу включали Sega Saturn Tsūshin, який було присвячено Sega Saturn, з попередніми випусками, що висвітлювали попередні платформи Sega.
- Famitsū Sister було присвячено іграм Бішо[en].
- Satellaview Tsūshin було присвячено Satellaview. Видання виходило щомісяця, було видано лише 12 випусків з травня 1995 року по травень 1996 року. Його першим випуском став випуск Gekkan Famicom Tsūshin від травня 1995 року.
- Virtual Boy Tsūshin було присвячено консолі Virtual Boy. У 1995 р. Вийшов лише один номер.
- Famitsū PS (раніше PlayStation Tsūshin') видавався з травня 1996 року та публікував новини платформ Sony. Пізніше він був відомий як Famitsū PS2 та Famitsū PSP + PS3. Журнал припинили видавати у березні 2010 року.
- DVD Famitsū Wave (раніше DVD GameWave) журнал було присвячено подіям, фільмам та попереднім переглядам відеострічок. Кожен журнал включав DVD-диск (NTSC Регіон 2) із відеоматеріалами. Він виходив щомісяця, перестав публікуватись у травні 2011 року.
- Famitsū Xbox 360 було присвячено новинам Xbox та Xbox 360. Видання перестало існувати у 2013 році.

## Оцінювання
Famitsū оцінює відеоігри за допомогою «Перехресного оцінювання», в якому група з чотирьох відеоігрових рецензентів дає оцінку за шкалою  від 0 до 10 (десять вказує на найкращу гру). Потім оцінки чотирьох рецензентів складаються з максимально можливим балом 40. З двадцяти чотирьох ігор, нагороджених ідеальним балом станом на 2017 рік, три - для Nintendo DS, а п'ять - для Wii. PlayStation 3 також має п’ять ігор з ідеальним результатом, а Xbox 360 - чотири, причому обидві консолі мають чотири загальних тайтли. Всі інші призначені для різних платформ по одному тайтлу на кожну. Серед франшиз з кількома бездоганними іграми - The Legend of Zelda з чотирма тайтлами, Metal Gear з трьома тайтлами та Final Fantasy з двома тайтлами. Остання гра, що отримала бездоганний бал - Ghost of Tsushima.
Станом на 2020 рік, всі ігри, крім трьох, що мають ідеальні результати - від японських компаній, дев'ять опубліковано та розроблено Nintendo, чотири Square Enix, три Sega, три Konami та одна Capcom. Станом на 2020 рік, єдиними трьома абсолютно іноземними іграми, які досягли ідеального результату, є The Elder Scrolls V: Skyrim від Bethesda Softworks, Grand Theft Auto V від Rockstar Games та Ghost of Tsushima від Sucker Punch Productions. Іншими іноземними іграми, які досягли майже ідеальних результатів, є L.A. Noire, Red Dead Redemption, Red Dead Redemption 2 та Grand Theft Auto IV - усі чотири від Rockstar Games; Call of Duty: Modern Warfare 2, Call of Duty: Black Ops і Call of Duty: Modern Warfare 3 - все від Activision, хоча видано Square Enix в Японії; Gears of War 3 від Epic Games; The Last of Us Part II та Uncharted 4: A Thief's End from Naughty Dog. (Kingdom Hearts II - спільний проект Square Enix та Disney Interactive Studios.)

## Нагороди
Видання Famitsu присвоює «нагороди Famitsu». Відеоігри отримують ряд різних нагород у таких категоріях, як «Інновації», «Найбільший хіт», «Новачок», «Найвища якість» тощо. Одна або дві нагороди «Гра року» присуджуються як головний приз. Переможці головного призу визначаються комбінацією критичних оцінок та оцінок шанувальників, а також показників продажів.

## Взаємовідносини із іншими журналами
Британський торговий журнал MCV та Famitsu мають ексклюзивне партнерство, завдяки якому новини та зміст кожного журналу з’являються в іншому.